# 655 г. пр.н.е.

## Събития

### В Азия

#### В Асирия
- Цар на Асирия е Ашурбанипал (669/8 – 627 г. пр.н.е.).[1]
- Шамаш-шум-укин (668 – 648 г. пр.н.е.) е цар на Вавилон и управлява като подчинен на своя брат Ашурбанипал.[2]
- Ашурбанипал възобновява политиката за възстановяване на Вавилон след близо тринадесетгодишна пауза, за да намали нарастващoтo недоволство.[3]

#### В Елам
- Цар на Елам е Темпти-Хума-ин-Шушинак (Теуман) (664 – 653 г. пр.н.е.).[4]

### В Африка

#### В Египет
- Псаметих (664 – 610 г. пр.н.е.) е фараон на Египет.[5][6]
- През 655/4 г. пр.н.е. западните части на Египет са нападнати от либийски нашественици, но са успешно прогонени от Псаметих и войската му събрана от отряди пратени от всички управители на градове в царството.[7]

#### В Куш
- Танутамун е цар на Куш (664 – 653 г. пр.н.е.).[8]

### В Европа
- През тази година преселници от остров Андрос основават колониите Стагира и Сане на Халкидическия полуостров.[9]
- В периода 655 – 625 г. пр.н.е. коринтски преселници основават Амбракия и Левкада.[10]
- В периода 655 – 625 г. пр.н.е. преселници от Коринт и Коркира основават Анакториум.[10]
- Около тази година Демарат от Коринт пристига в Етрурия като бежанец от Коринт заради установилата се там тирания. Той намира дом в град Тарквиния и се жени за местна благородница. Техният син Тарквиний Приск по-късно става цар на Рим.[11]